# La Belle Saison
La Belle Saison is een Franse film uit 2015, geregisseerd door Catherine Corsini. De film ging in première op 6 augustus op het Internationaal filmfestival van Locarno, waar hij de Variety Piazza Grande Award won.

## Verhaal
Parijs, begin jaren 1970. De boerendochter Delphine komt van de boerderij in de Limousin naar Parijs om carrière te maken als hoofd van een eigen bedrijf. Ze ontmoet daar Carol, die samen is met Manuel. Delphine is stil en gesloten en weet dat ze van vrouwen houdt, terwijl Carol een dynamische activiste is. Ze worden verliefd op elkaar, wat niet eenvoudig is in een tijd waarin relaties tussen vrouwen nog niet aanvaard werden door de omgeving.  

## Rolverdeling
| Acteur             | Personage |
| ------------------ | --------- |
| Izïa Higelin       | Delphine  |
| Cécile de France   | Carole    |
| Noémie Lvovsky     | Monique   |
| Kévin Azaïs        | Antoine   |
| Laetitia Dosch     | Adeline   |
| Benjamin Bellecour | Manuel    |

## Productie
Catherine Corsini kreeg het idee voor de film na het zien van de documentaire Les Invisible van Sébastien Lifshitz en zag deze film als vrouwelijke tegenhanger van Brokeback Mountain. De filmopnames duurden acht weken, van 22 juli tot 16 september 2014 en er werd gefilmd in de Limousin (Haute-Vienne et Creuse) en Parijs. De film kreeg in Frankrijk goede kritieken van de filmcritici en deed het goed aan de kassa met 120.168 bezoekers in de eerste week (20.667 bezoekers op de eerste dag) en in totaal 240.854 bezoekers in de eerste drie weken. De film werd 2 maal genomineerd voor de Césars 2016 en 5 maal genomineerd voor de 21ste Prix lumières.

## Prijzen en nominaties
De belangrijkste:
| Jaar | Prijs                    | Categorie                   | Genomineerde(n)   | Uitslag     |
| ---- | ------------------------ | --------------------------- | ----------------- | ----------- |
| 2015 | Filmfestival van Locarno | Variety Piazza Grande Award | Catherine Corsini | Gewonnen    |
| 2016 | César                    | Beste actrice               | Cécile de France  | Genomineerd |
| 2016 | César                    | Beste actrice in een bijrol | Noémie Lvovsky    | Genomineerd |